# Merv Griffin
Mervyn Edward "Merv" Griffin, Jr. (San Mateo, 6 luglio 1925 – Los Angeles, 12 agosto 2007), è stato un conduttore televisivo statunitense, principalmente noto per aver condotto il programma The Merv Griffin Show per 21 anni, e per aver ideato numerosi format televisivi tra cui La ruota della fortuna.

## Biografia
Griffin esordì come cantante negli anni '40, all'interno del San Francisco Sketchbook, programma radiofonico della stazione KFRC di San Francisco. Suonò in seguito con Freddy Martin e la sua orchestra, con la quale raggiunse notevole popolarità, e vendette numerosi dischi. Il suo album Songs by M. Griffin fu il primo disco inciso su nastro magnetico.
Durante una performance conobbe Doris Day, con la quale entrò nel mondo del cinema; nel film Sogno di Bohème (1953) diede a Kathryn Grayson il primo bacio a labbra dischiuse della storia del cinema statunitense.
Dalla fine degli anni '50 condusse numerosi quiz televisivi, tra i quali Play Your Hunch, e fu l'ideatore di Jeopardy! nel 1964 e Wheel of Fortune (tradotto in italiano come La ruota della fortuna) nel 1975.
Nel 1965 iniziò a condurre il talk show The Merv Griffin Show, programma che proseguì per più di 21 anni e per il quale si aggiudicò 11 Emmy Awards.
Il 10 settembre 2007 avrebbe dovuto esordire sulle reti statunitensi il suo nuovo show, The Merv Griffit Crosswords, ma a causa di un cancro alla prostata, Griffin morì il 12 agosto, a 82 anni.

## Filmografia

### Attore
- Cattle Town, regia di Noel M. Smith (1952)
- Quattro morti irrequieti (Stop, You're Killing Me), regia di Roy Del Ruth (1952)
- By the Light of the Silvery Moon, regia di David Butler (1953)
- L'irresistibile Mr. John (Trouble Along the Way), regia di Michael Curtiz (1953)
- Il risveglio del dinosauro (The Beast from 20,000 Fathoms), regia di Eugène Lourié (1953)
- Sogno di Bohème (So This Is Love), regia di Gordon Douglas (1953)
- Three Girls and a Sailor, regia di Roy Del Ruth (1953)
- Lo sceriffo senza pistola (The Boy from Oklahoma), regia di Michael Curtiz (1954)
- Il mostro della via Morgue (Phantom of the Rue Morgue), regia di Roy Del Ruth (1954)
- Lo strano mondo di Daisy Clover (Inside Daisy Clover), regia di Robert Mulligan (1965)
- One-Trick Pony, regia di Robert M. Young (1980)
- Comiche dell'altro mondo (Slapstick (Of Another Kind)), regia di Steven Paul (1982)
- The Funny Farm, regia di Ron Clark (1983)